# Olympische Jugend-Sommerspiele 2018/Teilnehmer (Türkei)
| Gelbes Symbol für Goldmedaillen mit stilisierten Olympischen Ringen | Graues Symbol für Silbermedaillen mit stilisierten Olympischen Ringen | Braundes Symbol für Bronzemedaillen mit stilisierten Olympischen Ringen |
| ------------------------------------------------------------------- | --------------------------------------------------------------------- | ----------------------------------------------------------------------- |
| 2                                                                   | 2                                                                     | 7                                                                       |

Die Jugend-Olympiamannschaft aus der Türkei für die III. Olympischen Jugend-Sommerspiele vom 6. bis 18. Oktober 2018 in Buenos Aires (Argentinien) bestand aus 56 Athleten.

## Athleten nach Sportarten

### Badminton
Mädchen
- Nazlıcan İnci
Einzel: 25. Platz
Mixed: 5. Platz (im Team Epsilon)

### Beachhandball
Mädchen
- 9. Platz
- Dilek Yılmaz
- Serap Yiğit
- Beyzanur Türkyılmaz
- Eda Kılıç
- Elif Dalkıç
- Sude Karademir
- Ceyhan Coşkunsu
- Beyza Karaçam
- Ayşenur Sormaz

### Bogenschießen
| Mädchen - Selin Satır Einzel: 17. Platz Mixed: 5. Platz (mit Akash Akash Indien) | Jungen - Samet Ak Einzel: 9. Platz Mixed: 9. Platz (mit Hnin Pyae Sone Myanmar) |

### Fechten
Mädchen
- Nisanur Erbil
Säbel Einzel: 10. Platz

### Gewichtheben
| Mädchen - Nida Karasakal Bantamgewicht: Bronze - Dilara Narin Superschwergewicht: Gold | Jungen - Caner Toptaş Federgewicht: Silber - Muhammed Furkan Özbek Leichtgewicht: Gold |

### Judo
| Mädchen - Hasret Bozkurt Klasse bis 63 kg: 5. Platz Mixed: 5. Platz (im Team Nanjing) | Jungen - Ömer Aydın Klasse bis 100 kg: Bronze Mixed: 9. Platz (im Team Sydney) |

### Karate
| Mädchen - Damla Ocak Kumite bis 53 kg: 5. Platz | Jungen - Enes Bulut Kumite über 68 kg: Bronze |

### Leichtathletik
| Mädchen - İnci Kalkan 3000 m: 10. Platz - Berfin Barışer 2000 m Hindernis: 16. Platz - Sumeyye Kinar Stabhochsprung: 13. Platz - Özlem Becerek Diskuswurf: Bronze - Münevver Hancı Speerwurf: Bronze - Evin Demir 5 km Gehen: 6. Platz | Jungen - İlyas Çanakçı 400 m: 4. Platz - Mehmet Çelik 800 m: Bronze - Tarık Demir 1500 m: 16. Platz - Ömer Amaçtan 3000 m: 8. Platz - Serhat Bulut 110 m Hürden: 8. Platz - Ali Berk Erol Hochsprung: DNS (Finale) - Batuhan Çakır Dreisprung: 5. Platz - Melih Yersel Kugelstoßen: 13. Platz - Aslan Kalıntaş Diskuswurf: 12. Platz - Ahmet Toyran Speerwurf: 7. Platz - Özgür Topsakal 5 km Gehen: 7. Platz |

### Moderner Fünfkampf
| Mädchen - Yaren Polat Einzel: 19. Platz Mixed: 20. Platz (mit Rhys Poovan Südafrika) | Jungen - Dora Nusretoğlu Einzel: 12. Platz Mixed: 15. Platz (mit Melissa Mireles Mexiko) |

### Ringen
| Mädchen - Vahide Nur Gök Freistil bis 73 kg: 9. Platz | Jungen - Osman Ayaydın Griechisch-römisch bis 92 kg: Silber - Halil Gökdeniz Freistil bis 48 kg: Bronze |

### Rudern
Jungen
- Emre Oğuz
- Barış Ertürk
Zweier ohne Steuermann: 9. Platz

### Schießen
Jungen
- Alp Eren Erdur
Luftpistole 10 m: 16. Platz
Mixed: 18. Platz (mit Anja Prezelj  Slowenien)

### Schwimmen
| Mädchen - Gülşen Samancı 50 m Brust: 15. Platz 100 m Brust: 40. Platz 200 m Brust: DNS - Aleyna Özkan 50 m Schmetterling: 15. Platz 100 m Schmetterling: 9. Platz 200 m Schmetterling: 15. Platz | Jungen - Efe Turan 100 m Freistil: 25. Platz 200 m Freistil: 13. Platz 400 m Freistil: 18. Platz 100 m Schmetterling: disqualifiziert (Vorlauf) 200 m Schmetterling: 20. Platz - Demirkan Demir 50 m Brust: 18. Platz 100 m Brust: 14. Platz 200 m Brust: 17. Platz 200 m Lagen: 18. Platz |

### Segeln
Mädchen
- Eda Yavuz
Windsurfen: 18. Platz

### Taekwondo
Mädchen
- Emine Göğebakan
Klasse bis 44 kg: 5. Platz
- Dilara Arslan
Klasse über 63 kg: 5. Platz

### Tennis
Jungen
- Yankı Erel
Einzel: 9. Platz
Doppel: 9. Platz (mit Lorenzo Musetti  Italien)
Mixed: 17. Platz (mit Margaryta Bilokin  Ukraine)

### Turnen

#### Gymnastik
| Mädchen - Nazlı Savranbaşı Einzelmehrkampf: 31. Platz Boden: 34. Platz Pferd: 14. Platz Stufenbarren: 25. Platz Schwebebalken: 31. Platz Mannschaftsmehrkampf: 11. Platz (im Team Hellblau) | Jungen - Bora Tarhan Einzelmehrkampf: 15. Platz Boden: 28. Platz Pferd: 18. Platz Barren: 19. Platz Reck: 21. Platz Ringe: 13. Platz Seitpferd: 16. Platz Mannschaftsmehrkampf: 7. Platz (im Team Rot) |